# Àlex Corretja
Corretja  Verdegay est un nom espagnol. Le premier nom de famille, en général paternel, est Corretja ; le second, en général maternel, souvent omis, est Verdegay.
Àlex Corretja Verdegay, né le 11 avril 1974 à Barcelone, est un joueur de tennis espagnol, professionnel de 1991 à 2005. Après sa carrière sportive, il est devenu entraîneur.
Deuxième joueur mondial en 1999, il a remporté dix-sept titres en simple dont le Masters et il a atteint la finale de Roland-Garros à deux reprises. Il a aussi remporté une Coupe Davis avec l'équipe espagnole. En double, il gagné trois titres ainsi qu'une médaille de bronze aux Jeux olympiques.

## Biographie

### Carrière de joueur
Très à l'aise sur terre battue, Àlex Corretja est notamment deux fois finaliste aux Internationaux de France de tennis, en 1998 (battu par son compatriote Carlos Moyà) et en 2001 (battu par Gustavo Kuerten). Il remporte le Masters en 1998 et la Coupe Davis avec l'Espagne en 2000.
Il réussit l'exploit de battre Pete Sampras sur gazon, en Coupe Davis 2002 ; ce sera le dernier match de l'Américain dans cette compétition et aussi l'unique sur cette surface. En 1996, à l'US Open, il perd un match très disputé face à Sampras (7-65, 5-7, 5-7, 6-4, 7-67) où l'Américain était malade. Il bat également Sampras en demi-finale du Masters de 1998, qu'il a remporté.
Le 28 juillet 2002, il remporte son dernier titre sur le Circuit ATP lors du Generali Open de Kitzbühel, battant en finale son compatriote Juan Carlos Ferrero en trois sets (6-4, 6-1, 6-3).
Corretja annonce sa retraite le 23 septembre 2006, après un an d'inactivité à la suite d'une opération à l'œil gauche.

### Reconversion
Corretja a été entraîneur d'Andy Murray d'avril 2008 à mars 2011. Il est ensuite capitaine de l'équipe d'Espagne de Coupe Davis de 2012, où il succède à Albert Costa, à 2013.

### Vie privée
Marié, Àlex Corretja est le père de deux filles nées en 2003 et 2005.[réf. souhaitée]

## Style de jeu
Corretja est un joueur très résistant, expert du jeu sur terre battue. Il possède un jeu très complet, repoussant son adversaire par des coups très liftés notamment en revers. Il possède un service très puissant en première balle et souvent kické vers l'extérieur en seconde balle. Il n'hésite pas à enchaîner le service-volée de temps en temps pour brouiller les pistes. Corretja est aussi un excellent joueur de dur, puisqu'il a remporté le Masters en 1998.
Au niveau technique, Corretja est un joueur adoptant des prises très fermées des deux côtés. Sa préparation est très ample en revers, ce qui lui permet d'atteindre des angles étonnants, notamment grâce à son revers croisé.

## Parcours dans les tournois duGrand Chelem

### Finales (2)
| Année | Tournoi           | Adversaire en finale | Score               |
| 1998  | Roland-Garros     | Carlos Moyà          | 3-6, 5-7, 3-6       |
| 2001  | Roland-Garros (2) | Gustavo Kuerten      | 7-63, 5-7, 2-6, 0-6 |

### En simple
| Année | Open d'Australie | Open d'Australie | Internationaux de France | Internationaux de France | Wimbledon       | Wimbledon    | US Open         | US Open       |
| ----- | ---------------- | ---------------- | ------------------------ | ------------------------ | --------------- | ------------ | --------------- | ------------- |
| 1992  | —                | —                | 1er tour (1/64)          | A. Mancini               | —               | —            | 1er tour (1/64) | T. Woodbridge |
| 1993  | —                | —                | 1er tour (1/64)          | M. Larsson               | —               | —            | 1er tour (1/64) | T. Muster     |
| 1994  | —                | —                | 3e tour (1/16)           | G. Ivanišević            | 2e tour (1/32)  | R. Fromberg  | 1er tour (1/64) | T. Enqvist    |
| 1995  | —                | —                | 1/8 de finale            | I. Kafelnikov            | —               | —            | 2e tour (1/32)  | A. Agassi     |
| 1996  | 2e tour (1/32)   | I. Kafelnikov    | 2e tour (1/32)           | F. Mantilla              | 2e tour (1/32)  | J. Hlasek    | 1/4 de finale   | P. Sampras    |
| 1997  | 2e tour (1/32)   | G. Schaller      | 1/8 de finale            | F. Dewulf                | —               | —            | 3e tour (1/16)  | R. Krajicek   |
| 1998  | 3e tour (1/16)   | C. Pioline       | Finale                   | C. Moyà                  | 1er tour (1/64) | J. Gimelstob | 1/8 de finale   | C. Moyà       |
| 1999  | 2e tour (1/32)   | C. Ruud          | 1/4 de finale            | F. Meligeni              | —               | —            | 1er tour (1/64) | W. Arthurs    |
| 2000  | 2e tour (1/32)   | L. Hewitt        | 1/4 de finale            | J. C. Ferrero            | —               | —            | 3e tour (1/16)  | C. Moyà       |
| 2001  | —                | —                | Finale                   | G. Kuerten               | —               | —            | 3e tour (1/16)  | A. Roddick    |
| 2002  | 1er tour (1/64)  | J. Blake         | 1/2 finale               | A. Costa                 | —               | —            | 3e tour (1/16)  | A. Roddick    |
| 2003  | 1er tour (1/64)  | F. López         | 1er tour (1/64)          | G. Blanco                | —               | —            | 1er tour (1/64) | A. Agassi     |
| 2004  | 2e tour (1/32)   | M. Ančić         | 3e tour (1/16)           | J. I. Chela              | 1er tour (1/64) | R. Štěpánek  | 1er tour (1/64) | S. Sargsian   |

N.B. : à droite du résultat se trouve le nom de l'ultime adversaire.

### En double
| Année | Open d'Australie                                                                       | Open d'Australie | Internationaux de France | Internationaux de France                                                            | Wimbledon                                                                             | Wimbledon                                                                      | US Open | US Open |
| ----- | -------------------------------------------------------------------------------------- | ---------------- | ------------------------ | ----------------------------------------------------------------------------------- | ------------------------------------------------------------------------------------- | ------------------------------------------------------------------------------ | ------- | ------- |
| 1996  | 1er tour (1/32) J. A. Conde \|\| style="text-align:left;" \| L. Lavalle E. Sánchez     | —                | —                        | 1/8 de finale J. A. Conde \|\| style="text-align:left;" \| E. Ferreira J. Siemerink | 1/8 de finale J. A. Conde \|\| style="text-align:left;" \| M. Philippoussis P. Rafter |                                                                                |         |         |
| 1997  | 1er tour (1/32) T. Carbonell \|\| style="text-align:left;" \| K. Jones S. Melville     | —                | —                        | —                                                                                   | —                                                                                     | 2e tour (1/16) P. Albano \|\| style="text-align:left;" \| G. Connell D. Nestor |         |         |
| 1998  | 1/8 de finale P. Albano \|\| style="text-align:left;" \| L. Lobo J. Sánchez            | —                | —                        | —                                                                                   | —                                                                                     | —                                                                              | —       |         |
| 1999  | —                                                                                      | —                | —                        | —                                                                                   | —                                                                                     | —                                                                              | —       | —       |
| 2000  | —                                                                                      | —                | —                        | —                                                                                   | —                                                                                     | —                                                                              | —       | —       |
| 2001  | —                                                                                      | —                | —                        | —                                                                                   | —                                                                                     | —                                                                              | —       | —       |
| 2002  | 1er tour (1/32) C. Moyà \|\| style="text-align:left;" \| J. I. Carrasco Á. López Morón | —                | —                        | —                                                                                   | —                                                                                     | —                                                                              | —       |         |
| 2003  | 2e tour (1/16) A. Costa \|\| style="text-align:left;" \| R. Durek A. Jones             | —                | —                        | —                                                                                   | —                                                                                     | —                                                                              | —       |         |

N.B. : le nom du ou de la partenaire se trouve sous le résultat ; le nom des ultimes adversaires se trouve à droite.

## Parcours dans lesMasters 1000
| Année | Indian Wells            | Miami                    | Monte-Carlo              | Rome                      | Hambourg                | Canada             | Cincinnati             | Stockholm puis Essen puis Stuttgart puis Madrid | Paris                   |
| ----- | ----------------------- | ------------------------ | ------------------------ | ------------------------- | ----------------------- | ------------------ | ---------------------- | ----------------------------------------------- | ----------------------- |
| 1992  | —                       | —                        | —                        | 2e tour S. Bruguera       | 2e tour C. Caratti      | —                  | —                      | —                                               | —                       |
| 1993  | —                       | —                        | 1/4 de finale T. Muster  | 2e tour P. Sampras        | —                       | —                  | —                      | —                                               | —                       |
| 1994  | —                       | —                        | 1/8 de finale S. Edberg  | 2e tour P. Sampras        | 1/8 de finale C. Costa  | —                  | —                      | —                                               | —                       |
| 1995  | 1er tour P. Rafter      | 2e tour M. Ondruska      | 1/8 de finale Bo. Becker | 1/8 de finale W. Ferreira | 1er tour J. Renzenbrink | —                  | 1er tour D. Wheaton    | —                                               | —                       |
| 1996  | 2e tour P. Sampras      | 2e tour T. Martin        | 1er tour S. Edberg       | 1er tour M. Ríos          | Finale R. Carretero     | 2e tour Washington | 1er tour D. Vacek      | 1er tour B. Ulihrach                            | 1er tour M. Rosset      |
| 1997  | 2e tour S. Doseděl      | 1/8 de finale T. Muster  | Finale M. Ríos           | Victoire M. Ríos          | 1/8 de finale A. Costa  | —                  | 1/8 de finale A. Costa | 2e tour M. Larsson                              | 1/8 de finale T. Muster |
| 1998  | 1er tour M. Norman      | 1/2 finale A. Agassi     | 1/4 de finale C. Moyà    | 2e tour K. Alami          | Finale A. Costa         | —                  | 2e tour S. Draper      | 2e tour J.-M. Gambill                           | 2e tour T. Haas         |
| 1999  | 2e tour Philippoussis   | 1/8 de finale T. Enqvist | —                        | 1/2 finale G. Kuerten     | —                       | —                  | 2e tour M. Chang       | 1/8 de finale R. Krajicek                       | 2e tour M. Rosset       |
| 2000  | Victoire T. Enqvist     | 2e tour J. Novák         | 1/4 de finale D. Hrbatý  | 1/2 finale G. Kuerten     | 1/8 de finale F. Clavet | —                  | 1er tour J. Björkman   | 2e tour M. Chang                                | 1/4 de finale M. Safin  |
| 2001  | 1/8 de finale P. Rafter | 1/8 de finale P. Rafter  | 1er tour M. Gustafsson   | 1/4 de finale G. Kuerten  | 2e tour N. Lapentti     | —                  | —                      | 2e tour J. Novák                                | 2e tour C. Rochus       |
| 2002  | 2e tour J. I. Chela     | 1/8 de finale M. Ríos    | 1/8 de finale C. Moyà    | 1er tour G. Galimberti    | 2e tour J. Boutter      | —                  | —                      | 1/8 de finale J. C. Ferrero                     | —                       |
| 2003  | 2e tour G. Coria        | 2e tour R. Ginepri       | 1er tour F. López        | 2e tour J. C. Ferrero     | 1er tour X. Malisse     | —                  | 1er tour M. Mirnyi     | 2e tour R. Federer                              | —                       |
| 2004  | 3e tour T. Henman       | —                        | 2e tour N. Davydenko     | 1er tour A. Costa         | 1er tour A. Portas      | —                  | —                      | 2e tour P. Srichaphan                           | —                       |

N.B. : sous le résultat se trouve le nom de l’ultime adversaire.